# Dorin Goian
Nicolae Dorin Goian (n. 12 decembrie 1980, Suceava) este un fotbalist român retras din activitate. Ca jucător era lent, dar compensa cu un plasament bun. Se remarca prin înălțime și forță, care îi permiteau să câștige cu ușurință duelurile aeriene. Urca la cornere, lovituri libere și centrări, marcând din lovituri cu capul aproape toate golurile carierei sale. Este cunoscut pentru activitatea sa ca fundaș central la echipa Steaua București, unde a format un cuplu redutabil de fundași centrali cu Sorin Ghionea. Cu Steaua a obținut două titluri de campion, o supercupă, o calificare în semifinalele Cupei UEFA și trei calificări consecutive în Liga Campionilor. Pe 6 august 2009 a semnat cu echipa italiană US Palermo, Steaua București primind în urma transferului său 2 milioane de euro. A jucat în Italia timp de doi ani, marcând un gol în 30 de partide jucate în campionatul național. În 2011 a ajuns la Glasgow Rangers, iar în 2012 s-a întors în Italia, la Spezia. Ultimul club pentru care a evoluat, înainte de a se retrage în august 2016, a fost Asteras Tripolis. A fost component al echipei naționale, pentru care a marcat cinci goluri, cel mai important gol fiind cel marcat cu Țările de Jos. A jucat în majoritatea meciurilor din preliminarii și în primele două meciuri din Grupa C a Euro 2008. La națională făcea pereche cu Sorin Ghionea, Vlad Chiricheș sau Gabriel Tamaș.

## Biografie
S-a născut în Suceava unde a absolvit Școala Generală nr. 3 și Liceul cu Program Sportiv. Provine dintr-o familie de sportivi cu patru frați care au jucat fotbal în prima divizie și trei surori: Veronica, Iuliana și Mariana. Tatăl său este Vasile Goian, de profesie electrician. Mama sa, Elisabeta, de profesie croitoreasă, a fost de religie penticostală. Fratele cel mare este Liviu, fost fotbalist la CSM Suceava, Selena Bacău și Debreceni VSC. În prezent este om de afaceri și deține un post local de televiziune în Bacău, TV 1. Alt frate, Gigi, a jucat doar 23 de meciuri în Divizia A, toate pentru Foresta Fălticeni. S-a stabilit în Maryland, Statele Unite. Mezinul familiei este Lucian Goian, jucător care activează în prezent la Mumbai City. Este căsătorit cu Nadia din 2006, iar primul său copil este o fetiță, Maya, născută la 23 octombrie 2006. Din 7 ianuarie 2010 are și un băiețel, Nectarie Matei. Deține două apartamente în București, un teren în Bacău și un autoturism Audi Q7 în valoare de 100.000 €. În anul 2006 a fost suceveanul cu cele mai mari venituri, 877.830 de lei. A declarat că fotbalistul care i-a pus cele mai multe probleme a fost bulgarul Dimitar Berbatov. Este impresariat de Florin Manea. În timpul liber practică snooker și tenis de câmp. Își dorește ca pe final de carieră să se întoarcă în Suceava ca jucător sau oficial al echipei locale.

## Cariera

### Foresta Fălticeni (1997-2001)
Goian face cunoștință cu fotbalul într-un cadru organizat de la vârsta de opt ani, când tatăl său l-a dus la grupele de juniori ale echipei Bucovina Suceava. Primul său antrenor, Constantin Băltățeanu, l-a băgat direct la joc, ca vârf. Goian își amintește că deși a jucat în pantofi a reușit să marcheze două goluri. Datorită calităților sale fizice a fost mutat în postul de libero. Alt antrenor care l-a format la grupele de juniori a fost Aurel Constantin. În 1997, la vârsta de 17 ani, Goian a semnat cu Foresta Fălticeni, o echipă de fotbal din Suceava, unde a jucat un sezon la echipa a doua. A debutat în fotbalul mare în sezonul 97-98 pentru Foresta II, pe atunci în Divizia B, într-un meci contra echipei AFC Rocar București. Foresta II a retrogradat în Divizia C.
Doi ani mai târziu a fost promovat la prima echipă, unde a debutat în Divizia A la vârsta de 20 de ani, pe data de 5 august 2000 într-un meci cu Gloria Bistrița, câștigat cu scorul de 2-0. A fost coleg de generație cu Daniel Bălan, Dorin Semeghin, Mihai Baicu și Robert Niță. În acel sezon Foresta Suceava a retrogradat și nu a mai promovat niciodată. În returul sezonului 1999–2000 a fost împrumutat pentru câteva luni la Gloria Buzău. Deși în următorul sezon Foresta a terminat doar pe locul 10 în Divizia B, Goian a fost remarcat de oficialii echipei Ceahlăul Piatra Neamț, o echipă mică din Divizia A, care l-a transferat în pauza de iarnă.
Nu a fost convocat la naționalele de juniori din cauza fizicului, antrenorii de la echipele de tineret, Constantin Aelenei și Mihai Georgescu spunând despre Goian că „încă nu-i pregătit, să mai aștepte. Trebuie să mai pună carne pe el”. O altă caracteristică fizică, dar de această dată pozitivă, a fost remarcată de antrenorul Forestei, Marin Barbu, cel care l-a promovat la echipa mare a Sucevei și l-a luat cu el la FCM Bacău. Acesta l-a comparat cu Gulliver datorită înălțimii. A mai spus că Goian era un băiat simplu și muncitor, model pentru alți copii din generație, care a venit de la o familie modestă și nu a avut niciodată probleme cu el. Cetatea, succesoarea Forestei, a încasat 12.500 € de la Palermo, reprezentând grila de formare.

### Ceahlăul Piatra Neamț (2002–2003) și FCM Bacău (2003–2004)
Din sezonul 2002–2003 până în 2004 Goian a jucat pentru o altă echipă moldoveană, Ceahlăul Piatra Neamț, unde a jucat 45 de meciuri și a marcat 2 goluri: unul în meciul cu Sportul Studențesc din data de 27 septembrie 2002, când a înscris golul egalării cu capul în minutele de prelungire ('92), și altul în minutul 15 al meciului cu Poli AEK Timișoara, care s-a jucat pe data de 10 mai 2003. A mai jucat două meciuri în Cupa UEFA Intertoto din 2003, în care a și marcat un gol în prima manșă a dublei cu Tampere United. Aici i-a avut coechipieri, printre alții, pe Angelo Alistar, Alexandru Forminte, Florin Axinia și Tiberiu Șerban. Ceahlăul a avut aceeași soartă ca Foresta și a retrogradat în a doua divizie, terminând pe primul loc retrogradabil, 14, cu 30 de puncte, unul mai puțin decât viitoarea echipă la care va juca Goian, FCM Bacău.
În 2003 a semnat cu FCM Bacău, pentru care a debutat ca titular într-un meci cu Gloria Bistrița, din prima etapă a returului (13 martie 2004), pierdut de băcăuani cu 2-0. Aici a jucat 26 de meciuri în campionat și a marcat 2 goluri. Primul a fost cu Sportul Studențesc pe 23 octombrie 2004 (etapa a XI-a), cu Goian aducând egalarea în minutul 84. Al doilea gol ('31) l-a marcat peste două etape, chiar în fața Stelei. În 2004 a fost în probe la echipa franceză En Avant de Guingamp, dar nu a semnat niciun contract și s-a întors la Bacău. Începând cu etapa a opta, Dorin devine căpitanul echipei, în locul lui Florin Lovin care a fost transferat de Steaua. În meciul direct Goian i-a impresionat pe oficialii echipei Steaua București, care l-au achiziționat în pauza de iarnă. Echipa avea nevoie de bani, folosindu-i și pentru grupele de juniori. Antrenorul de la acea vreme al Bacăului, Cristian Popovici, a menționat cinci dintre calitățile lui Goian: clarviziune, intuiție, tehnică, joc aerian foarte bun și abilitatea de a șuta cu ambele picioare.

### Steaua București (2005–2009)
Perioada la Steaua a fost marcată de golurile din Cupa UEFA și ratarea calificării în această competiție, calificările în Liga Campionilor și titlurile câștigate. Datorită prestațiilor bune din campionat a fost chemat la Echipa națională de fotbal a României, unde a debutat pe 16 noiembrie 2005 într-un meci cu selecționata Nigeriei, câștigat de România cu scorul de 3-0. A devenit al doilea golgheter al Stelei după Nicolae Dică în Cupa UEFA sezonul 2005–06 cu 5 goluri, marcate cu Valerenga, RC Lens, Halmstads BK, SC Heerenveen și Middlesborough, toate din careul de 7 metri și provenite din faze fixe. A format un cuplu redutabil de fundași cu Sorin Ghionea, cu ajutorul căruia echipa a primit cele mai puține goluri trei sezoane la rând, începând cu sezonul 2005-2006, cu 16, 22 respectiv 19 goluri.

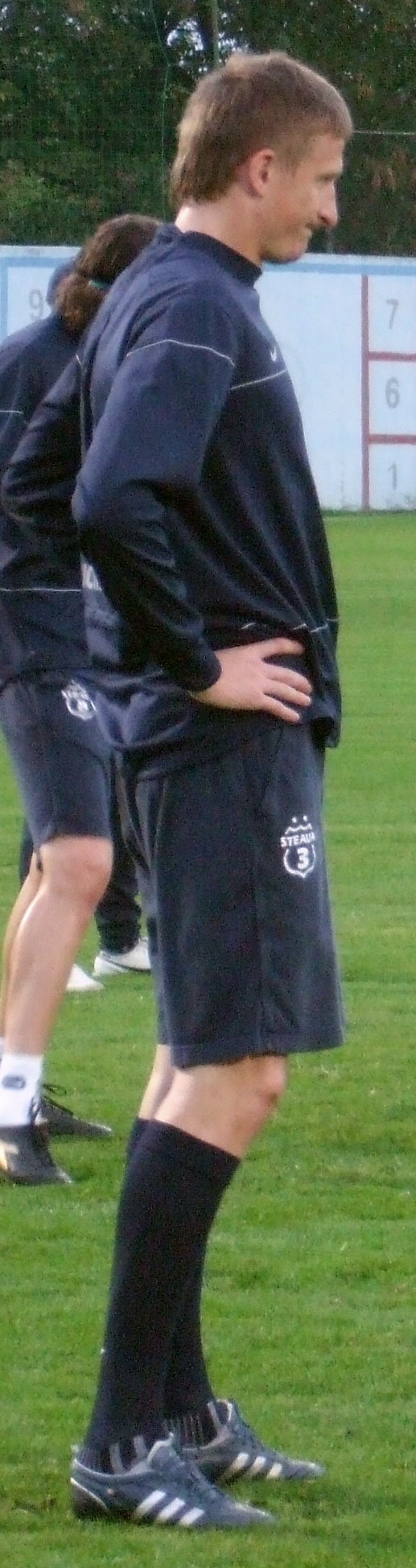
Dorin Goian la antrenamentele Stelei

La 4 martie 2005, Goian a semnat un contract pe cinci ani cu Steaua București, care a plătit 100.000 de dolari în 2005 și 1.000.000 € în 2007. În toamna anului 2005, după cinci ore de negocieri cu Gheorghe Chivorchian (pe atunci președintele echpei FCM Bacău), Steaua i-a mai transferat și pe Andrei Cristea, Eugen Baciu și Florin Lovin, despre care s-a vehiculat în presă că au fost câștigați de George Becali la o partidă de poker cu proprietarul echipei, Dumitru Sechelariu. A preluat tricoul cu numărul trei, lăsat liber după plecarea lui Valeriu Răchită. Ajuns la București, Goian a declarat că „Steaua are jucători valoroși și o să-mi fie greu să mă impun, dar îmi place concurența și abia aștept să mă lupt pentru un post de titular. Nu mă gândeam că o să prind un contract acum, mă consolasem cu ideea că voi rămîne la Bacău.”
A debutat la Steaua în etapa a XVIII-a, pe 3 aprilie 2005, într-un meci cu Apullum Alba Iulia, intrând în minutul 86 în locul lui Nicolae Dică. Pe 23 aprilie 2005, într-un meci cu FC Argeș (2-0) din etapa a XXI-a, intră în minutul 73 în locul lui Laurențiu Diniță. A fost pentru prima dată titular la noua sa echipă într-un meci cu Farul Constanța, în locul lui Sorin Ghionea, suspendat. Partida, disputată la data de 27 aprilie 2005, a fost pierdută de steliști cu 1-0. În iunie 2005 a jucat și pentru Steaua II în Liga a III-a, într-un meci cu FC Snagov, câștigat de steliști cu scorul de 2-0, astfel salvându-se de la retrogradare. În ultima etapă, care a avut loc la 11 iunie 2005, Steaua a învins-o pe Poli Timișoara 2-1. Goian l-a înlocuit pe Gabriel Boștină în minutul 90. În urma acestui meci Steaua câștiga al 22-lea titlu după o pauză de patru ani. Deși a jucat numai patru meciuri în primul sezon, Goian a continuat lupta pentru un loc de titular, iar în sezonul 2005–2006 a câștigat încrederea antrenorului și a devenit un titular incontestabil.

### Ascensiunea la Steaua
În sezonul 2005-2006, Goian devine om de bază, înlocuindu-l pe Mirel Rădoi, accidentat. Cel din urmă nu și-a mai putut relua postul de fundaș central, fiind avansat în linia mediană ca mijlocaș defensiv. Din punct de vedere al golurilor marcate, sezonul 2005-2006 a fost cel mai bun din carieră, cu 5 reușite în cupele europene și două în campionat. Pe 18 septembrie 2005 marchează pentru prima dată în Eternul derbi, meci care s-a terminat la egalitate, scor 2-2. El a reluat din trei metri în poartă o minge șutată slab de Dică ('6). În acest meci a fost prima dată adversar al fratelui Lucian Goian.
Primul gol marcat de Goian în Cupa UEFA a fost cel din meciul cu Vålerenga, care s-a jucat pe 14 septembrie 2005. Centrarea i-a fost dată de George Ogăraru, iar Goian a reluat din prima, printr-o semifoarfecă. Meciul inaugural al grupelor Cupei UEFA a fost cel cu RC Lens din 28 octombrie 2005. Goian a marcat cu capul ('17), tot din plonjon, o minge centrată de Bănel Nicoliță. Pe 15 februarie 2006 a urmat meciul din deplasare cu Heerenveen. Goian înscrie în minutul 76 un gol cu capul din plonjon, cu mingea venită din centrarea lui Boștină. Pe 30 noiembrie 2005, tot în grupe, Steaua o învinge pe Halmstads BK cu scorul de 3-0. Boștină bate perfect un corner care este reluat de Goian în poartă ('63), pentru 2-0. Pe 29 martie 2006 a primit Medalia „Meritul Sportiv” clasa a II-a cu o baretă din partea președintelui României de atunci, Traian Băsescu, pentru că a făcut parte din lotul echipei FC Steaua București care obținuse până la acea dată calificarea în sferturile Cupei UEFA 2005-2006.
A înscris al doilea gol ('25) în meciul pierdut cu scorul de 4–2 în deplasarea cu Middlesbrough din semifinalele Cupei UEFA, când Steaua a ratat calificarea în finală primind un gol în minutul 89 (meciul tur a fost câștigat cu 1-0 iar în meciul retur Steaua a condus cu 2-0 în minutul 25). Goian a greșit la primul gol al lui Massimo Maccarone ('33), respingând incorect o minge cu capul. În acest sezon a mai evoluat în meciurile cu Sampdoria (0-0), Hertha Berlin (0-0), și în ambele manșe cu Heerenveen (3-1, 0-1), Betis Sevilla (0-0, 3-0), Rapid (0-0, 1-1) și Middlesbrough (1-0, 2-4). Cel de-al doilea gol pe care l-a dat în campionat a fost cel din partida cu CFR Cluj, din data de 14 mai 2006, atunci când a marcat cu capul în urma unui corner executat de Vasilică Cristocea ('58). În urma meciului din deplasare cu FC Vaslui din 7 iunie 2006, câștigat cu 4-0, Goian își trece în palmares al doilea titlu de campion cu Steaua, dar trăiește deziluzia ratării finalei Cupei UEFA, aceasta fiind cea mai mare dezamăgire din cariera sa.

### Trei calificări consecutive în Liga Campionilor
Goian ia parte la primul meci oficial al sezonului, cel cu ND Gorica din turul doi preliminar al Ligii Campionilor 2006-2007, jucat în deplasare. Partida a fost adjudecată de steliști cu scorul de 2-0. Steaua se califică după șapte ani în Liga Campionilor, după ce o învinge pe Standard Liege. (2-2, 2-1) Goian a fost titular în ambele meciuri, dând în al doilea o pasă de 60 de metri transformată în gol de Valentin Badea. După o etapă cu FC Argeș, Goian joacă primul meci în Liga Campionilor din carieră, în compania celor de la Dinamo Kiev (4-1). A fost titular în toate meciurile din grupă: înfrângerile cu Real Madrid (0-1, 1-4), Olympique Lyon (0-3) și egalurile cu Lyon și Dinamo Kiev. Steaua termină Grupa E pe locul al treilea, și își încheie drumul european în șaisprezecimile Cupei UEFA, unde este învinsă de FC Sevilla în ambele manșe (0-2)(0-1) pe 15, respectiv 23 februarie 2007, echipă care și-a adjudecat și trofeul în acel sezon. Practic, Goian lipsește dintr-un singur meci jucat de Steaua în Europa, returul cu Gorica. A fost eliminat o singură dată, în meciul cu Pandurii Târgu Jiu. În acest sezon, marchează doar un singur gol, într-un meci de campionat cu CFR Cluj pe 26 aprilie 2007 (2-1).
În Liga Campionilor 2007-2008, Goian a marcat câte un gol în meciurile cu Zagłębie Lubin și FC BATE din tururile preliminare, ajutând Steaua să se califice în faza grupelor. A înscris un gol și în meciul cu Slavia Praga, dar Steaua a pierdut meciul cu scorul de 2-1. A fost pentru prima dată căpitan al Stelei la 24 octombrie 2007 împotriva echipei spaniole FC Sevilla atunci când Nicolae Dică, primul căpitan, a fost înlocuit. Meciul s-a terminat 2-1 pentru Sevilla.
Goian a fost deținut în coproprietate FCM Bacău, Steaua cumpărând doar 50% din drepturile federative ale jucătorului. O clauză din contract spunea că dacă Goian era vândut la o echipă din străinătate, Steaua trebuia să-i plătească Bacăului 50% din suma de transfer, dar nu mai mult de un milion. Gigi Becali, patronul Stelei, a plătit 1 milion de euro Bacăului pe 16 octombrie 2007 după meciul cu Slavia Praga din grupele UEFA Champions League pentru restul de 50%. Din noiembrie 2007 este impresariat de firma fraților Ioan și Victor Becali, Becali Sport.

### Neînțelegeri cu patronul. Căpitan.

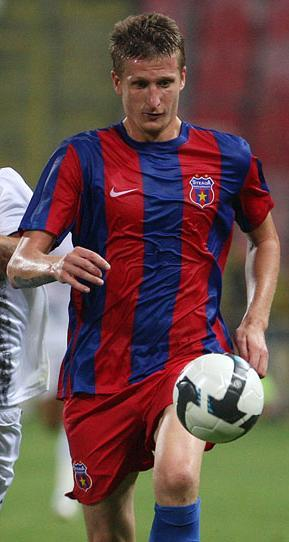
Goian jucând pentru Steaua în meciul cu Újpest FC din UEFA Europa League (16 iulie 2009)

Pe 2 mai 2008 este suspendat timp de două etape pentru afirmațiile conform cărora cei de la Oțelul Galați fuseseră stimulați financiar de CFR Cluj. Pe 1 iulie 2008, Goian a avut un conflict cu Gigi Becali, afirmând că dorea să părăsească Steaua înainte de startul noului sezon, dar nu putea pleca în viitorul apropiat din cauza sumei prea mare de transfer, iar oficialii echipei nu iau în serios ofertele pentru el. Gigi Becali a spus că el este singurul care decide suma de transfer iar Goian nu va mai fi inclus în primul unsprezece în orice circumstanțe, dar va fi vândut primului club care oferă trei milioane de euro. În cele din urmă Goian a fost iertat, fiind un jucător de neînlocuit.
Steaua se califică în grupele Champions League pentru a treia oară consecutiv, după ce trece în dublă manșă de Galatasaray SK. (2-2, 1-0) Goian marchează golul de 2-0 ('10) „cu spatele”, dintr-un corner executat de Bănel Nicoliță. Steliștii pierd în cele din urmă meciul cu Olympique Lyon (21 octombrie 2008) cu 3-5 și termină pe ultimul loc într-o grupă cu Lyon, Bayern München și ACF Fiorentina (cu care a făcut singurul punct).
Primul gol înscris în sezonul de Liga I 2008-09 de Goian, și totodată ultimul pentru Steaua, a fost unul din penalty, în partida cu Oțelul Galați câștigată de Steaua cu 5-0, iar 30 iulie 2009 a fost căpitanul Stelei în victoria cu 3-0 împotriva lui Motherwell F.C. și a contribuit la primul gol, cu o lovitură de cap care a condus la autogolul lui Stephen Craigan. A ratat o lovitură de la 11 metri pentru care a fost criticat de către patronul Gigi Becali, care a cerut scoaterea lui din lista executanților.
Pe 4 aprilie 2009 a fost căpitanul echipei în meciul cu Gloria Bistrița (1-0), preluând banderola de la Sorin Ghionea care era accidentat. Deși Petre Marin era veteranul echipei, antrenorul Marius Lăcătuș l-a desemnat pe Goe căpitan. În sezonul 2009-2010, joacă doar patru meciuri pentru Steaua, în dubla cu Ujpest, Motherwell FC și în meciul cu Ceahlăul Piatra Neamț, toate câștigate de echipa din Ghencea.
Patronul echipei, George Becali, îi reproșa că nu pasează înainte, ci doar la coechipierii din lateral. Cu toate acestea, după plecarea lui Mirel Rădoi la Al-Hilal, patronul Stelei l-a nominalizat în rolul de căpitan. Goian i-a reproșat patronului declarațiile nepotrivite, dar l-a lăudat pentru meritul de a finanța o echipă, fiind, conform lui, primul patron care a mărit substanțial salariile și a adus jucători pe sume considerabile. Steaua nu i-a plătit 20.000 de euro pentru ultima lună de contract până când Goian a reclamat echipa la FIFA.

#### Speculații privind transferul său
„Goian a marcat numai goluri decisive, la Steaua și națională. Valoarea lui a crescut enorm și sigur vom avea oferte pentru el, acum valorează cel puțin cinci milioane de euro. Am avut și în vara, dar nimic concret. Goian are valoare de Manchester și merită să ajungă acolo. În afară de faza defensivă, marchează și multe goluri, iar jucătorii sunt căutați pentru goluri.”
Fiind unul dintre cei mai curtați jucători români, în presă s-au vehiculat mai multe posibile destinații ale sale. Prețul mare fixat de patronul Gigi Becali, și, până la urmă, dorința de a nu pierde un jucător de bază, au fost factori care i-au permis să se transfere doar pe final de carieră. Majoritatea transferurilor s-au dovedit doar zvonuri apărute în presă, Gigi Becali recunoscând că nu l-a vândut pentru că nu a primit oferte.
Borussia Dortmund a fost interesată de serviciile fundașului în iunie 2007, dar transferul nu s-a perfectat în locul său fiind cumpărat croatul Robert Kováč de la Juventus. Oficialii echipei VfB Stuttgart au fost impresionați de meciul făcut de Goian împotriva Țărilor de Jos, unde a înscris golul victoriei și au fost dispuși să plătească € 3.8 milioane de euro pentru el dar proprietarul clubului Gigi Becali a spus că nu îl va vinde pe o sumă sub €4.5 milioane. Pe 23 iunie 2008, Stuttgart Journal a anunțat că Steaua a micșorat prețul fundașului central la €3 milioane. A fost urmărit de oficialii Stuttgartului la Campionatul European de Fotbal 2008 în meciurile cu Franța și Italia.
Pe 17 octombrie 2007, Le Quotidien a lansat zvonul conform căruia Dorin Goian va fi transferat de Manchester United în iarnă. După ce „Goe” a marcat pentru România în meciul cu Țările de Jos de la Euro 2008, Gigi Becali i-a mărit cota de transfer la 5 milioane de euro. În acel moment, Manchester United avea mulți fotbaliști pe acel post, printre care Rio Ferdinand, Nemanja Vidić, Mikaël Silvestre, și John O'Shea. Tot în octombrie Manchester City a făcut o ofertă de 10 milioane €. Transferul nu s-a realizat. Scouterii clubului Manchester United l-au urmărit în timpul meciului Țările de Jos versus România, care a fost câștigat de România cu 1-0, cu singurul gol marcat de Goian. El a mai fost urmărit de Manchester City în semifinala UEFA împotriva lui Middlesbrough, unde a marcat din nou. Pe 9 iulie 2008 Sunderland A.F.C. a fost interesată de Dorin Goian. Se aștepta ca el să semneze pe 12 iulie 2008 pentru o sumă necunoscută. Totuși Roy Keane nu era dispus să plătească mai mult de 3 milioane de euro.

### U.S. Palermo (2009–2011)

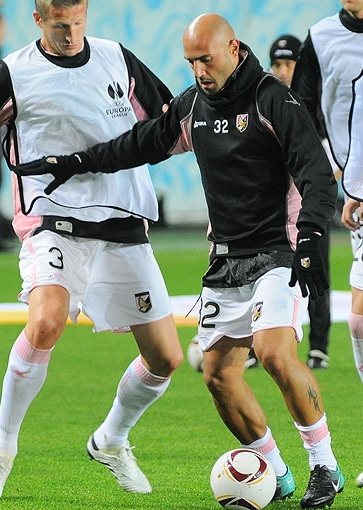
Dorin Goian (stânga) la Palermo în timpul antrenamentului premergător amicalului cu ȚSKA Moscova de pe 4 noiembrie 2010

Pe 6 august 2009 U.S. Città di Palermo a plătit 2 milioane de euro pentru transferul fundașului, el având un salariu de €550.000 pe sezon. Walter Zenga a fost cel care l-a adus la echipă. A debutat pentru Palermo sub comanda lui Walter Zenga într-o partidă oficială cu Mallorca, câștigată de spanioli cu scorul de 2–0. În serie A a debutat într-un meci cu AS Roma (3-3), unde a fost integralist.
În sezonul 2010-2011 Goian a fost titular pentru U.S. Palermo în trei meciuri din grupele Europa League, iar pe 19 martie 2010 a înscris primul gol în Serie A în poarta echipei AC Milan. A fost inclus de L'Équipe în echipa săptămânii pentru prestația bună din meciul cu AS Roma și a jucat în finala Coppa Italia pierzând trofeul în fața echipei Inter Milano.

### Glasgow Rangers (2011–2012)

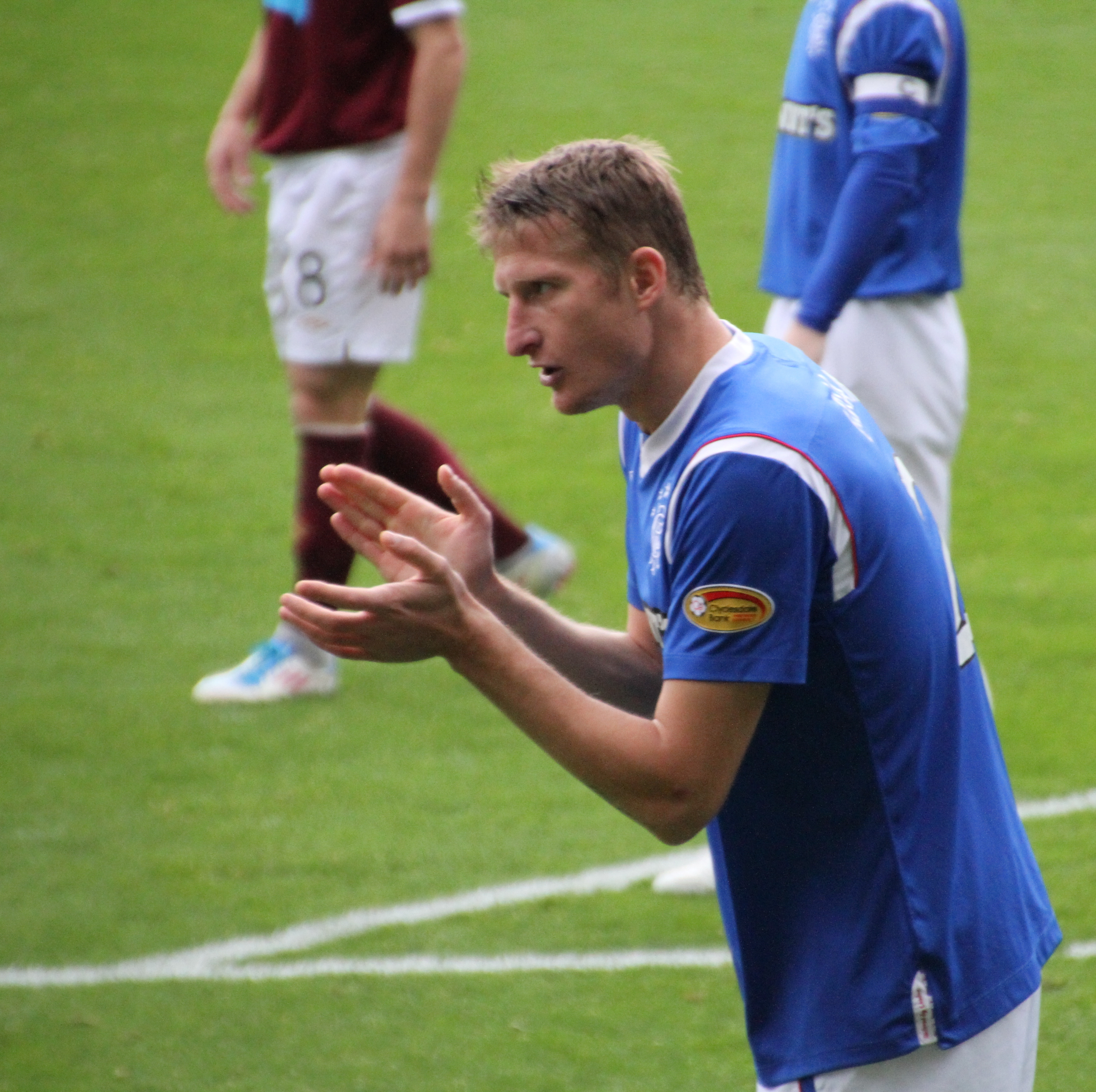
Dorin Goian aplaudându-și coechipierii de la Rangers.

Pe 25 iulie 2011 a semnat un contract pe trei ani cu echipa scoțiană Glasgow Rangers, fiind cumpărat pentru aproape 1 milion de euro. Pe 29 iulie a primit permisul de muncă și a debutat în următoarea zi în fața celor de la St Johnstone, meci câștigat cu scorul de 2–0, care a fost și primul meci câștigat de Ally McCoist în funcția de antrenor al echipei Rangers. Era titular și a făcut pereche în centrul defensivei cu internaționalul american Carlos Bocanegra. Pe 21 septembrie 2011 marchează primul gol pentru Rangers, în meciul de cupă cu Falkirk, pierdut de echipa sa cu scorul de 3-2. A primit un singur cartonaș roșu, în meciul cu St. Mirren FC (1-2), care nu i-a permis să joace în derby-ul cu Celtic. Deși părea să traverseze în carieră printr-o perioadă bună, totul avea să se schimbe.
Datorită situației financiare precare, Rangers retrogradează în a Treia Divizie Scoțiană, cel mai jos nivel al fotbalului scoțian. În iunie 2012, activele clubului și drepturile federative ale jucătorilor au fost cumpărate de consorțiul lui Charles Green. La început declarând că nu se pune problema să rămână la Rangers dacă retrogradează în ultimul eșalon, Goian dorește în cele din urmă să rămână la Rangers, văzând suportul fanilor. A jucat într-un meci câștigat de Rangers cu 2–1 împotriva lui Brechin City în cupă. Goian a dat o pasă de gol la meciul de pe teren propriu cu East Stirlingshire FC (5-1), disputat pe data de 18 august 2012, în care s-a stabilit un record mondial: cei mai mulți spectatori pentru un meci din al patrulea eșalon, 49.118. Salariul de 900.000 de euro îi era plătit la zi. Pe 23 august, după două partide în campionat și una în cupă, Goian semnează cu Spezia, echipă din Serie B. A acceptat oferta echipei italiene pentru a rămâne în vizorul echipei naționale.

### Spezia (2012–2013)
Goian s-a alăturat lotului echipei de Serie B Spezia Calcio fiind împrumutat timp de un sezon până în august 2012. Fotbalistul a declarat că dorește să se întoarcă la Rangers după finalul împrumutului. Goian a debutat într-un meci cu Vicenza Calcio, câștigat de echipa sa cu scorul de 2-1. În meciul cu Juve Stabia de pe 17 noiembrie (2-3) a fost eliminat pentru un fault asupra lui Tomas Danilevičius ('88). Comisia de Disciplină a Ligii Profesioniste Italiene a dictat o suspendare de patru etape deoarece l-a îmbrâncit pe teren pe arbitrul Maurizio Ciampi. În urma acestei suspendări, directorul Speziei, Nelso Ricci, a declarat că „Goian este cea mai mare dezamăgire a mea. A jucat cu personalitate la Palermo, a fost lider la Glasgow Rangers și la naționala României, dar acum nu este la nivelul la care ne așteptam. Când l-am adus, am crezut că ne va ajuta să facem un salt calitativ.” Revenit după suspendare pe 23 decembrie 2012, marchează primul gol pentru Spezia, tot cu capul ('68), într-un meci cu Padova (2-3). Antrenorul Speziei, Michele Serena, a declarat că se va baza pe Goian în retur, astfel punând capăt tuturor speculațiilor. A marcat al doilea gol pentru Spezia pe data de 6 aprilie 2013, în victoria cu 2-1 în fața celor de la Grosseto. Spre finalul sezonului își pierde locul de titular.

### Asteras Tripolis (2013–2016)
După ce își reziliază de comun acord contractul cu Rangers, renunțând la 300.000 de euro din salariul de 800.000, Goian semnează cu formația din Superliga Greacă Asteras Tripolis. Transferul a avut loc la data de 21 iulie 2013, Goian semnând un contract pe doi ani pentru un salariu de 170.000 de euro pentru fiecare sezon. A debutat pentru Asteras o lună mai târziu, pe 18 august 2013, în meciul cu PAS Giannina, încheiat cu scorul de 3–3. A fost integralist în meciul din al treilea tur preliminar al UEFA Europa League cu SK Rapid Viena, pierdut de echipa sa cu 3-1. La Asteras Goian a marcat două goluri în campionat, în meciul cu PAOK Salonic din 16 februarie 2014, încheiat cu scorul de 2-1, și cu Panthrakikos, pe 17 decembrie 2014, dar și golul calificării în Europa League din meciul cu Maccabi Tel Aviv din 28 august 2014. Ultimul gol marcat pentru Asteras a fost cel din meciul cu Iraklis, din turul optimilor Cupei Greciei, jucat la 22 ianuarie 2015 și încheiat cu scorul de 1-1, iar ultima partidă din cariera sa de fotbalist a fost cea cu Panathinaikos FC din 10 aprilie 2016, încheiată la egalitate, scor 0-0. A fost căpitanul echipei în sezonul 2015-2016. Pe 9 august 2016 își anunță retragerea din cariera de jucător, fiind numit în funcția de președinte al clubului ACS Foresta Suceava, poziție din care își dă demisia în ianuarie 2017.

## La echipa națională

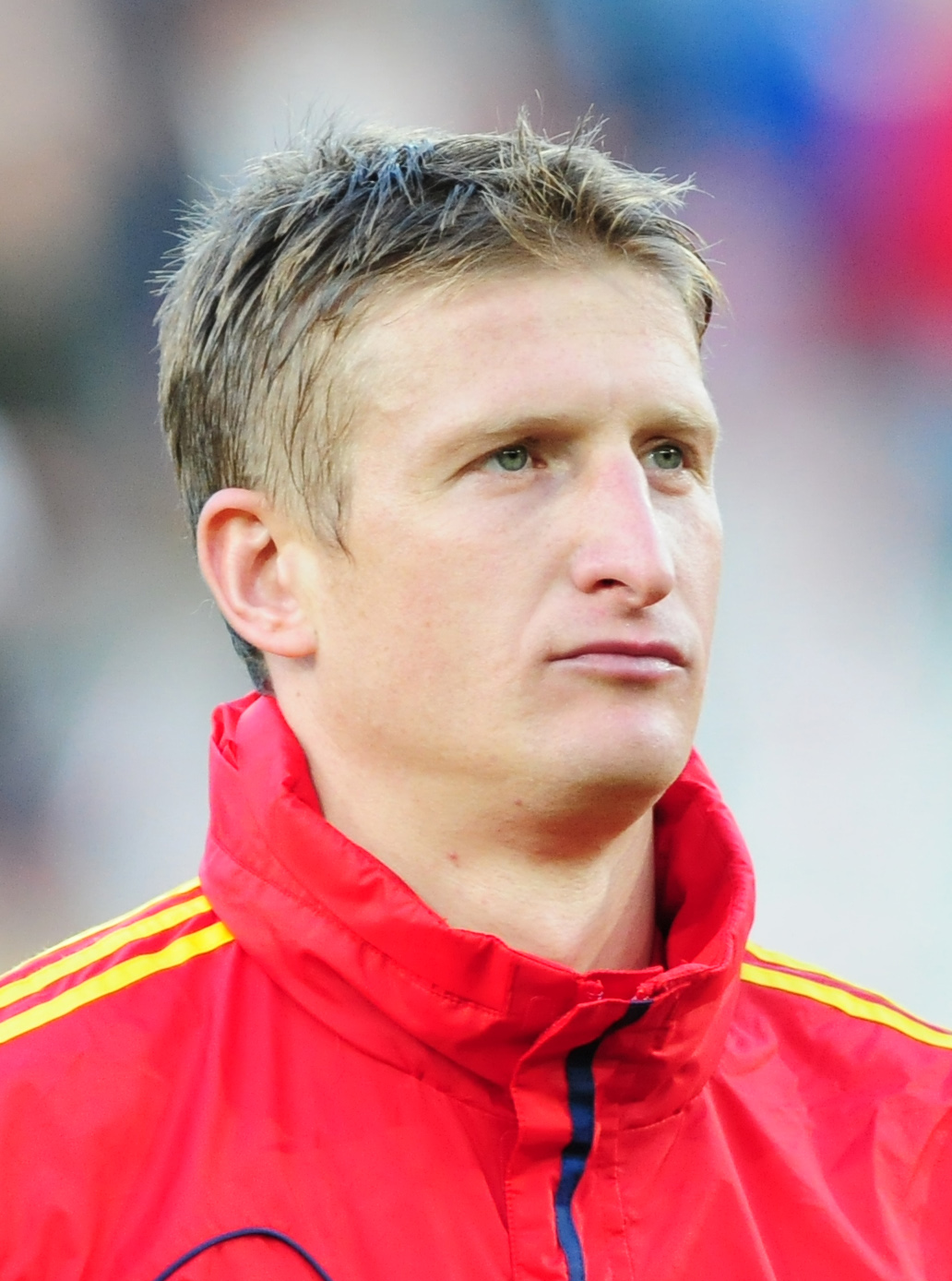
Goian la echipa națională

A fost selecționat de Anghel Iordănescu pe 12 noiembrie 2004, încă de când evolua pentru FCM Bacău, în vederea meciului cu Armenia din preliminariile Campionatului Mondial din 2006. Nu a jucat niciun minut.
Pe data de 16 noiembrie 2005, a debutat la națională în meciul cu Nigeria. Cel mai important gol a fost cel marcat împotriva Țărilor de Jos, care a decis calificarea României la Euro 2008. Este doar al doilea gol marcat de România împotriva Țărilor de Jos, celălalt fiind înscris de Viorel Moldovan, Este și primul gol marcat de România pe teren propriu cu Țările de Jos. A declarat despre gol: „Soția mi-a spus înainte de meci că voi marca! Atacasem de mai multe ori colțul scurt pînă la faza aceea, Tamaș venea la blocaj, eu mă duceam pe un spațiu liber la reluare, la prima bară. Înainte de centrarea lui Chivu, i-am atenționat pe Tamaș și pe Ovidiu Petre că o să mă duc pe lung. Apoi am simțit cum tot stadionul pică pe mine!” 75% din meciurile României din preliminare Euro 2008 l-au avut pe Goian ca titular din primul minut.
În martie 2008 a primit Medalia „Meritul Sportiv” - clasa a II-a cu 2 barete, din partea președintelui României, Traian Băsescu, deoarece a făcut parte din reprezentativa României care a obținut calificarea la Campionatul European din 2008. Deși ar fi dorit să rămână la Rangers, chiar și în Liga a IV-a, a cerut să fie împrumutat pentru a fi în continuare convocat la echipa națională.

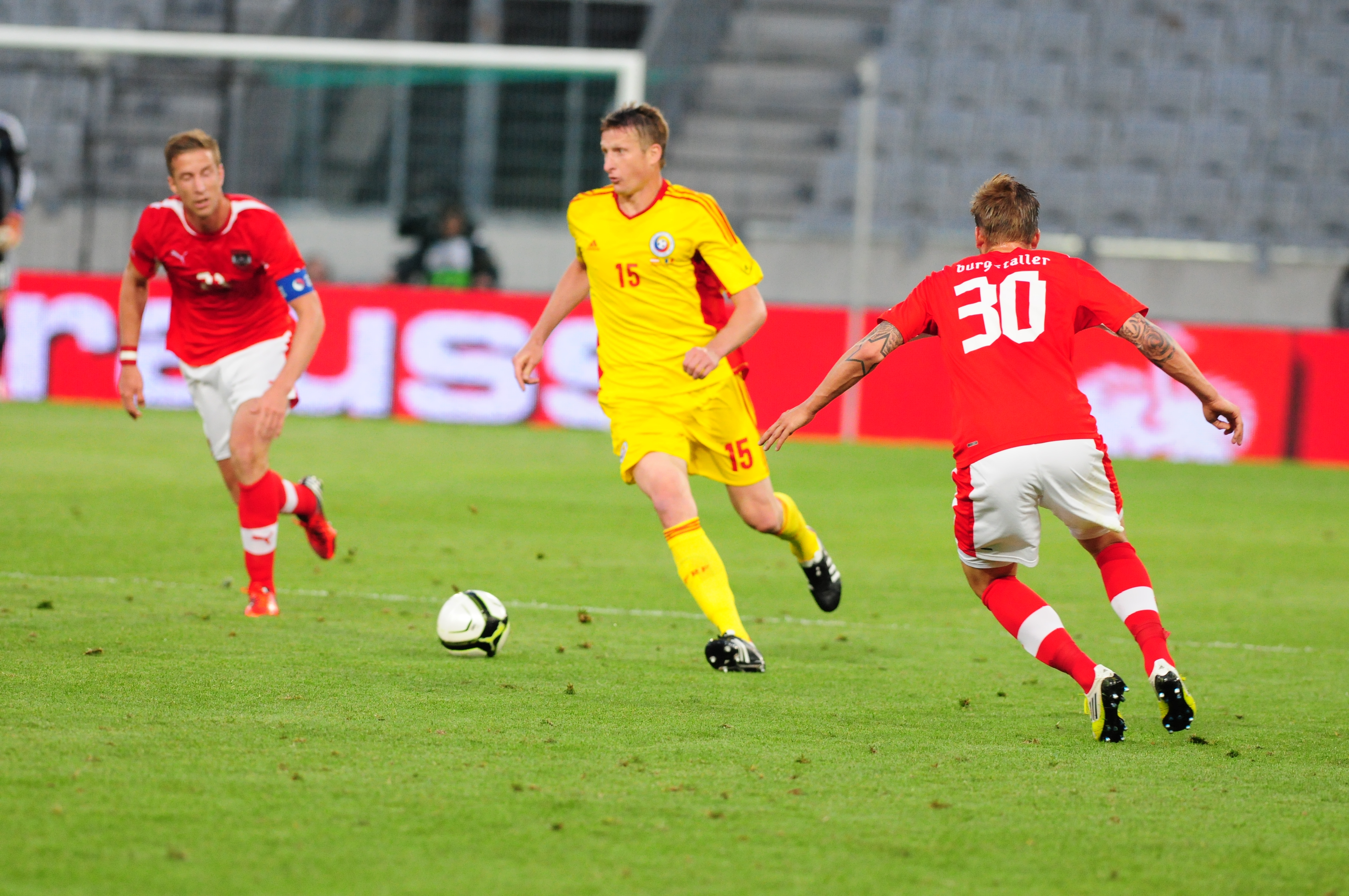
Goian, într-un meci cu Austria

### Euro 2008
Pe 9 iunie 2008, Goian a jucat primul meci la Euro 2008 cu finalista CM 2006 Franța în meciul din grupa C din Zürich, Elveția, unde i-a blocat pe atacanții Nicolas Anelka și Karim Benzema, și a ajutat România să obțină primul punct. Cu Italia a fost din nou integralist, dar a primit un cartonaș galben în minutul 73 datorită căruia a fost suspendat pentru meciul cu Țările de Jos.
Într-un meci cu echipa națională de fotbal a Franței din Calificările pentru Campionatul Mondial de Fotbal 2010 Goian a marcat cel de-al 1000-lea gol din istoria reprezentativei României. Pe 14 noiembrie 2011, în meciul cu Grecia, scor 3-1, Goian a purtat în premieră banderola echipei naționale, fiind al 88-lea căpitan al acesteia.

## După retragere
Din iulie 2016 până în ianuarie 2017 a ocupat funcția de președinte executiv al echipei din orașul său natal, Foresta Suceava. Din 13 noiembrie 2017 și până în 2020 face parte din stafful tehnic al echipei Bucovina Rădăuți alături de Daniel Bălan. Pe 12 iunie 2020 a deevenit antrenor principal al echipei ACS Foresta Suceava, fiind demis pe 8 octombrie 2020 după ce a obținut trei puncte în trei meciuri și a pierdut în Cupa României. În iulie 2021 a participat la Campionatului Județean de minifotbal pentru old-boys (peste 35 de ani) „Trutzi”.

## Statistică și stil de joc

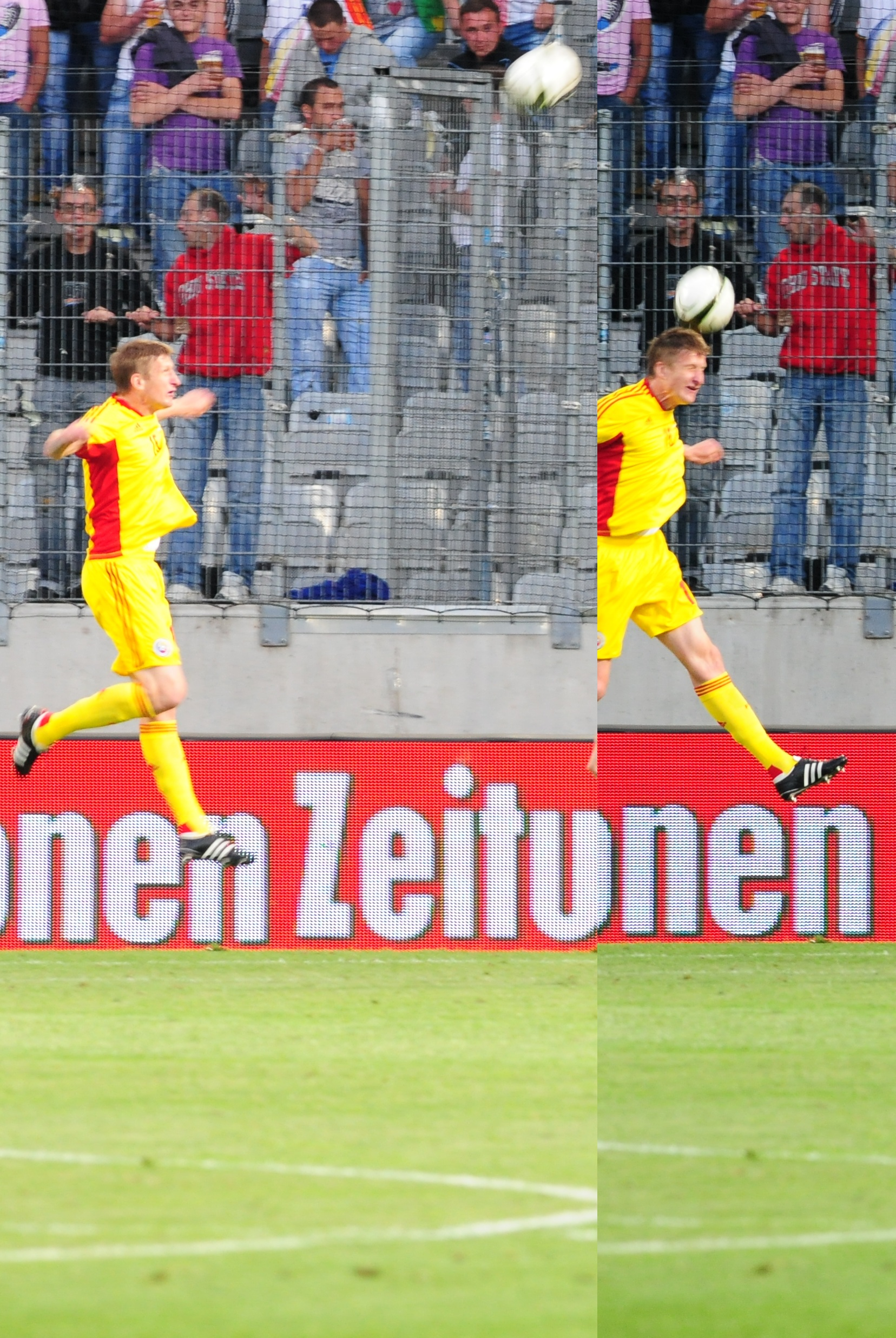
Dorin Goian lovind mingea cu capul

La echipele pe la care a trecut de-a lungul carierei, Goian a fost de obicei titular, singurul club unde nu s-a impus fiind Palermo. Postul pe care dă cel mai bun randament este cel de fundaș central dreapta într-o formație de patru jucători pe linia de fund. Este cunoscut pentru intrări de obicei corecte, la minge, dar și pentru faulturi tactice și trageri de tricou în încercarea de a opri adversarul în drumul spre poartă, el fiind un jucător lent dar cu un plasament bun. Chiar și José Mourinho îl consideră un jucător bun, dar lent. Legat de tehnica de marcaj, Goian a declarat că „Și eu greșeam și când aveam un adversar masiv stăteam în spatele lui. El mă prindea cu brațele la spate și mă întorcea...de aia spun că era mai simplu să stai la un metru de el, să nu te prindă cu brațele. Cei masivi așa fac...dacă te găsește cu brațele, se întoarce cu tine, cerșește faultul.” Fundașul central este ultimul om din fața portarului, așa că acesta este predispus la multe cartonașe galbene și chiar și roșii. Ca dovadă vine numărul de cartonașe primite de-a lungul carierei: nouă cartonașe galbene și două roșii, în sezonul 2007-08, fiind jucătorul cu cele mai multe cartonașe primite. În sezonul 2008-2009, Goian a fost cel mai avertizat jucător de la Steaua în Liga I cu 10 cartonașe galbene, respectiv 4 în cupele europene. De asemenea, a fost apreciat pentru calitățile de marcator, având un bun joc de cap. La sugestia patronului Gigi Becali, Walter Zenga l-a folosit pe post de atacant ca soluție de avarie, într-un meci cu Apulum Alba Iulia. Cosmin Olăroiu îl folosea pe final de meci ca atacant, în criză de idei. În timp ce Gheorghe Hagi antrena echipa din Ghencea, acesta îi permitea în finalul meciurilor să rămână în atac ca vârf împins pentru a profita de mingile înalte trimise spre el.
| Foresta II Fălticeni                      | 97-98         | 14  | 0  | 0  | 0  | 0  | 0   | 0   | 0  | ?  | ? |
| Foresta II Fălticeni                      | Total         | 14  | 0  | 0  | 0  | 0  | 0   | 0   | 0  | ?  | ? |
| Foresta Suceava                           | 99-00         | 2   | 0  | 0  | 0  | 0  | 0   | 2   | 0  | ?  | ? |
| Foresta Suceava                           | Total         | 2   | 0  | 0  | 0  | 0  | 0   | 2   | 0  | ?  | ? |
| Gloria Buzău                              | 99-00         | 19  | 0  | 0  | 0  | 0  | 0   | 19  | 0  | ?  | ? |
| Gloria Buzău                              | Total         | 19  | 0  | 0  | 0  | 0  | 0   | 19  | 0  | ?  | ? |
| Foresta Suceava                           | 00-01         | 15  | 0  | 0  | 0  | 0  | 0   | 15  | 0  | ?  | ? |
| Foresta Suceava                           | 01-02         | 11  | 2  | 0  | 0  | 0  | 0   | 11  | 2  | ?  | ? |
| Foresta Suceava                           | Total         | 26  | 2  | 0  | 0  | 0  | 0   | 26  | 2  | ?  | ? |
| Ceahlăul                                  |               |     |    |    |    |    |     |     |    |    |   |
| 01-02                                     | 9             | 0   | 0  | 0  | 0  | 0  | 9   | 0   | ?  | ?  |   |
| 02-03                                     | 23            | 2   | 0  | 0  | 0  | 0  | 23  | 2   | 11 | 1  |   |
| 03-04                                     | 13            | 0   | 0  | 0  | 2  | 1  | 15  | 1   | 4  | 1  |   |
| Total                                     | 45            | 2   | 0  | 0  | 2  | 1  | 47  | 3   | 15 | 2  |   |
| FCM Bacău                                 |               |     |    |    |    |    |     |     |    |    |   |
| 03-04                                     | 12            | 0   | 0  | 0  | 0  | 0  | 12  | 0   | 5  | 0  |   |
| 04-05                                     | 14            | 2   | 0  | 0  | 0  | 0  | 14  | 2   | 2  | 0  |   |
| Total                                     | 26            | 2   | 0  | 0  | 0  | 0  | 26  | 2   | 7  | 0  |   |
| Steaua București                          |               |     |    |    |    |    |     |     |    |    |   |
| 04-05                                     | 4             | 0   | 0  | 0  | 0  | 0  | 4   | 0   | 2  | 0  |   |
| 05-06                                     | 23            | 2   | 1  | 0  | 14 | 5  | 38  | 7   | 6  | 1  |   |
| 06-07                                     | 28            | 1   | 3  | 0  | 11 | 0  | 42  | 1   | 10 | 1  |   |
| 07-08                                     | 23            | 2   | 0  | 0  | 8  | 3  | 43  | 5   | 8  | 1  |   |
| 08-09                                     | 25            | 1   | 0  | 0  | 7  | 1  | 32  | 2   | 13 | 0  |   |
| 09-10                                     | 1             | 0   | 0  | 0  | 3  | 0  | 4   | 0   | 2  | 0  |   |
| Total                                     | 104           | 6   | 4  | 0  | 43 | 9  | 149 | 15  | 40 | 3  |   |
| U.S. Palermo                              |               |     |    |    |    |    |     |     |    |    |   |
| 09-10                                     | 14            | 0   | 0  | 0  | 0  | 0  | 14  | 0   | 5  | 0  |   |
| 10-11                                     | 16            | 1   | 3  | 0  | 3  | 0  | 22  | 1   | 5  | 1  |   |
| Total                                     | 30            | 0   | 0  | 0  | 3  | 0  | 33  | 1   | 10 | 1  |   |
| Glasgow Rangers                           |               |     |    |    |    |    |     |     |    |    |   |
| 11-12                                     | 33            | 0   | 3  | 1  | 2  | 0  | 38  | 1   | 10 | 1  |   |
| 12-13                                     | 2             | 0   | 2  | 0  | 0  | 0  | 4   | 0   | 1  | 0  |   |
| Total                                     | 35            | 0   | 5  | 1  | 2  | 0  | 42  | 1   | 11 | 1  |   |
| Spezia                                    | 12-13         | 26  | 2  | 0  | 0  | 0  | 0   | 26  | 2  | 11 | 2 |
| Spezia                                    | Total         | 26  | 2  | 0  | 0  | 0  | 0   | 26  | 2  | 7  | 1 |
| Asteras                                   | 13-14         | 29  | 1  | 2  | 0  | 1  | 0   | 32  | 1  | 12 | 1 |
| Asteras                                   | 14–15         | 27  | 1  | 3  | 1  | 9  | 1   | 39  | 3  | 10 | 1 |
| Asteras                                   | 15–16         | 13  | 0  | 2  | 0  | 3  | 0   | 18  | 0  | 7  | 0 |
| Asteras                                   | Total         | 69  | 2  | 7  | 1  | 13 | 1   | 89  | 4  | 29 | 2 |
| Total carieră                             | Total carieră | 313 | 17 | 22 | 2  | 63 | 12  | 498 | 31 | ?  | ? |
| Ultima actualizare 26 august 2016. Surse: |               |     |    |    |    |    |     |     |    |    |   |

### Golurile lui Goian la echipa națională

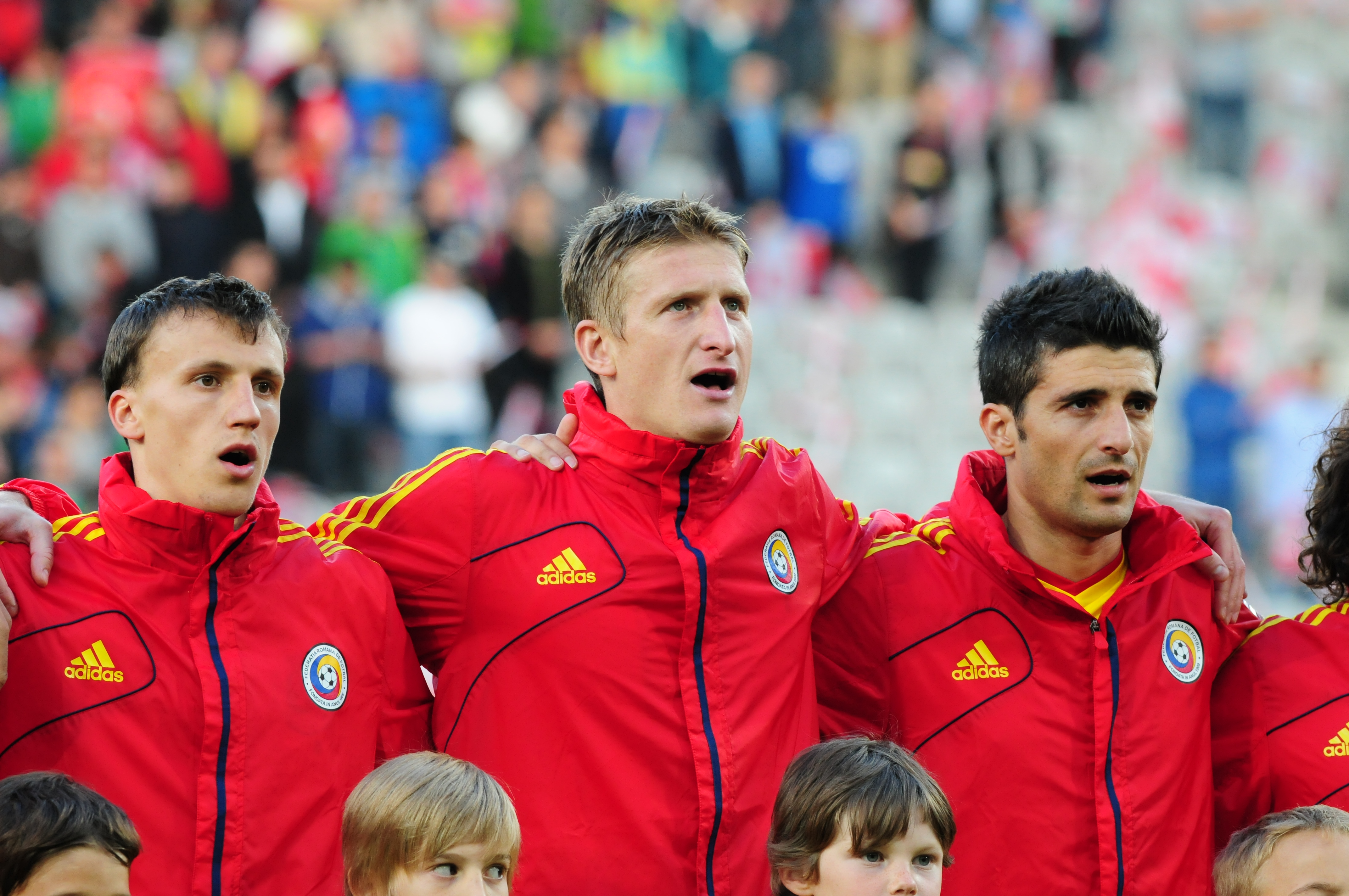
Goian, alături de Chiricheș, jucătorul cu care face cuplul de fundași (stânga) și atacantul Daniel Niculae (dreapta), înaintea meciului amical Austria - România, 5 iunie 2012

Coloana Scor indică scorul meciului după golul marcat de jucător.
| Goluri | Dată               | Stadion                               | Adversar      | Scor | Rezultat | Competiție      |
| ------ | ------------------ | ------------------------------------- | ------------- | ---- | -------- | --------------- |
| 1      | 7 octombrie 2006   | Stadionul Ghencea, București, România | Belarus       | 3–1  | 3–1      | Prel. Euro 2008 |
| 2      | 12 septembrie 2007 | RheinEnergieStadion, Köln, Germania   | Germania      | 1–0  | 1–3      | Amical          |
| 3      | 13 octombrie 2007  | Stadionul Farul, Constanța, România   | Țările de Jos | 1–0  | 1–0      | Prel. Euro 2008 |
| 4      | 11 octombrie 2008  | Stadionul Farul, Constanța, România   | Franța        | 2–0  | 2–2      | Prel. CM 2010   |
| 5      | 19 noiembrie 2008  | Stadionul Dinamo, București, România  | Georgia       | 2–1  | 2–1      | Amical          |

## Palmares și onoruri
Cu Steaua București, Goian a câștigat două titluri naționale, cele din sezoanele 2004–2005 și 2005–2006, dar și Supercupa României din 2006.
Pe 26 iunie 2006, Goian a fost numit cetățean de onoare al Sucevei.
În decembrie 2007 a fost nominalizat la „Zece pentru România”, categoria „Sportivi”, iar pe 2 decembrie 2008 a primit din partea publicației sportive Fanatik premiul „Fotbalistul Anului”. De asemenea, Dorin Goian a fost desemnat al doilea cel mai bun fotbalist al anului în clasamentul realizat de Gazeta Sporturilor, la egalitate cu Cristian Chivu. Despre Goian, Gheorghe Hagi a afirmat că „este cel mai bun jucător din Liga 1”.
„Goian merită un premiu de excelență în fotbal. E un băiat cu un caracter deosebit, respectă fotbalul și cred că poate să joace în orice campionat.”—Dumitru Sechelariu